# Bệnh hồng cầu hình liềm
Bệnh hồng cầu hình liềm, hay bệnh thiếu máu hồng cầu hình liềm thường được gọi tắt là bệnh hồng cầu liềm. Đây là là bệnh do một rối loạn di truyền gây ra, do một đột biến gen gây ra bất thường cho phân tử hemoglobin vận chuyển ôxi trong các tế bào hồng cầu khiến cho axit glutamic ở vị trí thứ 6 trong chuỗi β bị thay bằng valin dẫn đến việc các tế bào mang này có thiên hướng mang hình dạng mảnh, dài trông giống lưỡi liềm tí hon dưới kính hiển vi do hemoglobin bị kết tủa thành một chuỗi dài khi lượng ôxi trong tế bào hồng cầu thấp.
Bệnh hồng cầu hình liềm liên quan đến một số vấn đề sức khỏe cấp và mãn tính, như là nhiễm trùng nặng và các cơn đau trầm trọng ("cơn hồng cầu hình liềm"), và tăng nguy cơ tử vong.
Bệnh hồng cầu hình liềm xảy ra khi một người thừa hưởng cả hai bản mẫu DNA bất thường của gen hemoglobin, 1 từ cha và 1 từ mẹ. Gen này xảy ra trong nhiễm sắc thể số 11. Một số kiểu gen tồn tại, tùy thuộc vào đột biến ở gen hemoglobin. Một cuộc tấn công có thể được khởi phát bởi sự thay đổi nhiệt độ, căng thẳng, mất nước, và trên độ cao. Một người có một bản sao bất thường duy nhất thường không có triệu chứng và được cho là có đặc điểm tế bào hình liềm. Những người như vậy còn được gọi là các cá thể mang gen bệnh. Chẩn đoán bệnh thông qua xét nghiệm máu và một số quốc gia kiểm tra bệnh này trên tất cả các em bé khi sinh ra. Chẩn đoán cũng có thể được thực hiện trong thai kỳ.